# Anserma (kommun)
Anserma är en kommun i Colombia.   Den ligger i departementet Caldas, i den centrala delen av landet, 200 km väster om huvudstaden Bogotá. Antalet invånare är 35 097. Arean är 206 kvadratkilometer.
Terrängen i Anserma är kuperad åt sydväst, men åt nordost är den bergig.